# Giacomo Casanova
Giacomo (Jacques) Girolamo Casanova, kawaler de Seingalt (wym. [ˈdʒaːkomo dʒiˈrɔːlamo kazaˈnɔːva]; ur. 2 kwietnia 1725 w Wenecji, zm. 4 czerwca 1798 w Duchcovie) – europejski awanturnik, podróżnik i literat. Pamiętnikami (Historia mojego życia), barwnie opisującymi życie w osiemnastowiecznych stolicach europejskich, zyskał sobie pamięć, a zawartym tam licznym opisom miłosnych podbojów zawdzięcza to, że jego nazwisko stało się w wielu językach synonimem uwodziciela.

## Życiorys

### Od urodzenia do osadzenia wI Piombi(1725–1755)
Urodził się w Wenecji w rodzinie aktorów Gaetano Giuseppe Casanovy i Zanetty Farussi jako najstarszy z sześciorga rodzeństwa. Dwaj jego bracia, Francesco Giuseppe i Giovanni Battista, zostali dość znanymi malarzami: pierwszy był członkiem Akademii w Paryżu, drugi – dyrektorem Akademii w Dreźnie.
Ojciec umarł, gdy Giacomo miał osiem lat, a matka zwykle występowała za granicą, więc opiekowała się nim babka. Był chorowitym dzieckiem, uznawanym za niedorozwiniętego umysłowo. Przebudzenie jego zdolności intelektualnych nastąpiło dopiero w wieku ośmiu lat, gdy czarownica z wyspy Murano wyleczyła go z krwotoków nosa. W dziewiątym roku życia wysłano go do szkoły doktora Gozziego w Padwie. Z Bettiną, córką doktora Gozziego, przeżył w wieku 12 lat swoją pierwszą (niespełnioną) przygodę miłosną.
W latach 1738–1742 studiował na uniwersytecie w Padwie, gdzie, jak twierdził, w wieku 16 lat otrzymał stopień doktora obojga praw za dysertacje O testamentach i Czy Hebrajczycy mogą budować nowe synagogi (to normalny wiek, ówczesny tytuł doktora ma ze współczesnym niewiele wspólnego). Następnie wstąpił do padewskiego seminarium duchownego, ale po niecałych dwóch tygodniach wydalono go stamtąd za to, że w jego łóżku dwa razy przypadkiem znaleźli się inni seminarzyści. Za wstawiennictwem matki został sekretarzem biskupa miasta Martirano w Kalabrii, ale po zaledwie sześćdziesięciu godzinach pobytu udał się do Rzymu.
W 1744 roku został sekretarzem kardynała Acquavivy, ambasadora Hiszpanii przy Stolicy Apostolskiej. Tę posadę musiał opuścić, gdy został niewinnie zamieszany w porwanie córki swojego nauczyciela francuskiego. Następnie zaciągnął się do armii weneckiej i jako chorąży trafił na Korfu i do Konstantynopola.
Po powrocie do rodzinnego miasta w 1745 roku zarabiał na życie grą na skrzypcach w teatrze San Samuele. Po jednym z przedstawień uratował życie senatorowi Matteo Bragadinowi, który doznał ataku serca. Senator, zachwycony jego znajomością kabały, zaczął go traktować jak syna, co pozwoliło Casanovie na hulaszcze życie. W 1749 roku, kiedy z powodu żartu z użyciem ręki nieboszczyka został oskarżony o profanację grobu, postanowił się na jakiś czas usunąć z Wenecji.

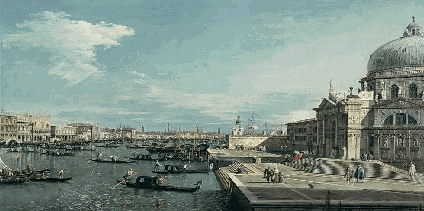
Wenecja w czasach Casanovy

W drodze do Parmy spotkał Francuzkę Henriettę (prawdopodobnie pod tym pseudonimem kryje się Jeanne Marie d’Albert de St Hippolyte), największą miłość swego życia. Pisał w pamiętnikach: „Ci, którzy sądzą, że kobieta nie wystarczy, by uszczęśliwiać mężczyznę przez wszystkie dwadzieścia cztery godziny doby, nigdy nie posiadali żadnej Henrietty”. Po półrocznym romansie Henrietta go opuściła, zostawiając napisane diamentem na szybie słowa „Henriettę też zapomnisz”.
W 1750 roku w Lyonie Casanova został wolnomularzem. Dzięki przynależności do masonerii poznał później wiele prominentnych osobistości w całej Europie. Wkrótce potem dotarł do Paryża, gdzie oddał się gorliwej obserwacji miejscowych zwyczajów i doskonaleniu znajomości języka francuskiego. W 1753 roku, poprzez Drezno, gdzie wydał włoski przekład libretta opery Zoroaster, i Wiedeń, powrócił do Wenecji. Tam dzięki wspólnej kochance zawarł znajomość z francuskim ambasadorem de Bernis. Prawdopodobnie podejrzewany z tego powodu o szpiegostwo, 26 lipca 1755 roku został aresztowany przez 
inkwizycję państwową (wł. Inquisitori di Stato, nie mylić z inkwizycją kościelną) pod pretekstem uprawiania czarów i osadzony z pięcioletnim wyrokiem w I Piombi, czyli celach pod ołowianym dachem Pałacu Dożów (o długości kary go nie powiadomiono).
Przez 13 miesięcy przebywał w mrocznej celi, od dachu chłodnej zimą, a gorącej latem, za niskiej na to, by w mógł w niej swobodnie stać. Gdy już prawie ukończył przygotowania do ucieczki, znajomi patrycjusze wpłynęli na przeniesienie go do przestronniejszego pomieszczenia i dostęp do książek. By móc poprzez zapiski we wspólnych książkach korespondować z więźniem z innej celi, ojcem Marino Balbim, Casanova użył jako pióra zaostrzonego paznokcia małego palca prawej ręki, który zapuszczony był do dłubania w uchu, a jako atramentu – soku z morwy (później dostarczono mu zwykłych materiałów pisarskich).

### Od ucieczki zI Piombido pobytu w Polsce (1756–1766)
W nocy z 31 października na 1 listopada 1756 roku zbiegł wraz z ojcem Balbim przez dziurę w dachu. Szczęśliwie wydostał się z granic Republiki Weneckiej i skierował do Niemiec, a stamtąd do Paryża. Tam wkręcił się w grono założycieli loterii państwowej, dzięki której dorobił się fortuny. Udając przed markizą Jeanne d’Urfé biegłego alchemika i różokrzyżowca, zdobył jej całkowite zaufanie, które nieraz mu się przydało. W Paryżu poznał między innymi madame de Pompadour, hrabiego de Saint-Germain, d’Alemberta i Rousseau.
W 1758 roku wypełnił w Amsterdamie misję sprzedaży obligacji skarbu francuskiego, zleconą mu przez de Bernis, który zdążył już zostać ministrem spraw zagranicznych. W 1759 roku założył fabrykę drukowanego jedwabiu, ale szybko stracił sporą część kapitału na miłostkach z dwudziestoma swoimi pracownicami, do tego okradł go magazynier. Za długi trafił do więzienia For-l’Évêque, skąd go po czterech dniach wypuszczono za poręczeniem markizy d’Urfé. Wtedy szybko wyprzedał majątek i uzyskał zlecenie na kolejną misję w Holandii.
Misja się nie powiodła; Casanova wyjechał do Stuttgartu, gdzie po pijanemu przegrał jednego wieczora w faraona cztery tysiące luidorów (według Pabla Günthera prawie milion euro po dzisiejszej sile nabywczej; dla porównania: po pierwszym losowaniu loterii zarobił 1667 luidorów). Znowu został aresztowany za długi, ale uciekł i skierował się do Szwajcarii. W Zurychu chciał zostać mnichem, ale szybko się rozmyślił; w Roche odwiedził Albrechta von Hallera; wybrał się również do Ferney, by podyskutować z Wolterem (także masonem) o literaturze.
Po wyjeździe ze Szwajcarii w lipcu 1760 roku dostał się do Florencji, skąd go wypędzono z powodu fałszywego weksla, a stamtąd do Rzymu. Przyjął go papież Klemens XIII, Wenecjanin, którego Casanova znał z czasów, gdy ten sprawował urząd biskupa Padwy. Casanova miał nadzieję, że papież wyjedna mu możliwość powrotu do Wenecji; otrzymał od niego tylko tytuł protonotariusza apostolskiego i krzyż kawalera Złotej Ostrogi. Używał odtąd wymyślonego nazwiska szlacheckiego kawalera de Seingalt.
Później przebywał w różnych miastach Włoch. W roku 1761 zdobył zlecenie reprezentowania Portugalii na kongresie pokojowym, który miał mieć miejsce w Augsburgu. Po kilku miesiącach, kiedy się okazało, że kongres się nie odbędzie, wrócił z Augsburga do Paryża, który nazywał „miastem par excellence”.
Przez kolejny rok podróżował po Francji, Szwajcarii i Włoszech, przy czym wmówiwszy markizie d’Urfé, że pomoże jej ponownie się urodzić jako chłopiec, wyłudził od niej znaczną sumę. Operacja polegała na poczęciu dziecka z udziałem Casanovy i markizy. Kiedy markiza się zorientowała, że nie zaszła w ciążę (a miała wtedy 58 lat), straciła wiarę w magiczne zdolności Casanovy, a ten, aby zejść jej z oczu po siedmioletnim wodzeniu za nos, wyjechał w czerwcu 1763 roku do Londynu.
Tam dał się opętać namiętności do prostytutki Charpillon, która go zwodziła i poniżała na każdym kroku. Napisał „od tego dnia, gdy poznałem Charpillon, zacząłem umierać”. Uciekł z Londynu w marcu 1764 roku, będąc zamieszanym w wykup fałszywego weksla i wywożąc ze sobą swój czwarty przypadek rzeżączki.
W czerwcu tegoż roku w Berlinie współmason Fryderyk Wielki zaproponował mu stanowisko jednego z pięciu nauczycieli w nowo utworzonym korpusie kadetów pomorskich, ale Casanova odrzucił tę ofertę. We wrześniu wyjechał do Rosji, być może poprzez Warszawę (mimochodem wspomina o swojej obecności przy koronacji Stanisława Augusta Poniatowskiego, która miała tam miejsce 25 listopada 1764 roku). Przebywał przez rok w Petersburgu i Moskwie; został przedstawiony carycy Katarzynie (doradzał jej przejście Rosji z kalendarza juliańskiego na gregoriański), ale nie otrzymał od niej żadnej posady.
W październiku 1765 roku przyjechał z Petersburga do Warszawy. Został życzliwie przyjęty przez Stanisława Augusta Poniatowskiego. W Polsce odwiedził również Lwów i Puławy. Zaobserwował: „W ogólności płeć [piękna] jest brzydka w tamtej krainie”. Miał nadzieję zostać sekretarzem królewskim, ale po pojedynku na pistolety w marcu 1766, w którym ciężko ranił w brzuch podstolego wielkiego koronnego Franciszka Ksawerego Branickiego (poszło o włoską tancerkę Teresę Casaci), jego życiu zaczęli poważnie zagrażać stronnicy Branickiego. Casanova musiał się ukryć w klasztorze reformatów przy ulicy Senatorskiej. Fałszywie oskarżano go, że we Francji przywłaszczył sobie fundusze loterii, a nawet że parał się we Włoszech wędrownym aktorstwem. Pisał „Polacy, chociaż dzisiaj w ogóle dość uprzejmi, są jednak jeszcze bardzo przywiązani do swego dawnego usposobienia. Są jeszcze Sarmatami czy Dakami przy stole, na wojnie i w szale tego, co nazywają przyjaźnią, a co jest często tylko okropną tyranią. Nie chcą zrozumieć, że jeden wystarcza na jednego i nie wolno iść gromadą zarżnąć kogoś, kto jest sam i ma urazę tylko do kogoś jednego”. Zresztą echo tej sprawy dosięgło całej Europy i Casanova chlubił się do końca życia pojedynkiem z tak ważną osobą. Popadł jednak w niełaskę u króla, który w lipcu 1766 roku nakazał mu opuszczenie kraju.

### Od wyjazdu z Polski do śmierci (1766–1798)
Wyjechał z Polski, tym razem spłacając wszystkie długi (od króla Stanisława Augusta dostał na to 200 dukatów, czyli ok. 24 000 euro), dotarł do Wrocławia w Królestwie Prus, gdzie przez pewien czas mieszkał u księdza Bastianiego, następnie do Drezna, gdzie od poznanej wcześniej we Wrocławiu Niemki zaraził się chorobą weneryczną. Później dotarł do Wiednia, ale został wydalony za złamanie prawa przeciwko uprawianiu hazardu. Udał się do Francji, a tam zastał go nakaz opuszczenia kraju (lettre de cachet), wydany przez Ludwika XV prawdopodobnie pod wpływem rodziny markizy d’Urfé.
Skierował się do Hiszpanii. Przebywał w Madrycie, a następnie w Barcelonie, gdzie został uwięziony z powodu romansu z kochanką wicekróla. W więzieniu zaczął pisać Odparcie „Historii rządu weneckiego”, chcąc sobie dzięki tej książce wyjednać powrót do rodzinnego miasta. Od tego czasu skłaniał się coraz bardziej ku pracy literackiej i unikał podejrzanych interesów, które mu psuły reputację. Na tyle poprawił swoje stosunki z rządem weneckim, że otrzymał w ambasadzie paszport, ale granice ojczyzny nadal pozostawały dla niego zamknięte. Wyjechał z Hiszpanii w grudniu 1768 roku, tym razem z własnej woli.
W styczniu 1769 roku, przebywając w Aix-en-Provence, ciężko zachorował na zapalenie płuc. Opiekowała się nim, jak się okazało, służąca Henrietty – jego wielkiej miłości sprzed dwudziestu lat. Casanova nawiązał korespondencję z Henriettą, wówczas już bogatą wdową, która mieszkała w Aix, nadal go kochała, ale nie życzyła sobie spotkania, aby uniknąć plotek. Podczas rekonwalescencji w Aix zawarł też znajomość z Giuseppem Balsamo, znanym później jako Cagliostro.
Przez kolejne pięć lat przebywał w Rzymie, Neapolu i Bolonii. W tym ostatnim mieście opublikował napisaną w trzy dni satyryczną książeczkę Kozia wełna o tym, czy rozumem kobiet rządzi macica (według Casanovy nie). Jego pamiętniki urywają się z początkiem roku 1774 na opisie pobytu w Trieście, w którym ukończył Dzieje niepokojów w Polsce – trzytomowy dogłębny opis wydarzeń z lat 1764–1770. Cały czas podejmował wysiłki w celu powrotu do Wenecji, na który mu w końcu zezwolono we wrześniu 1774.

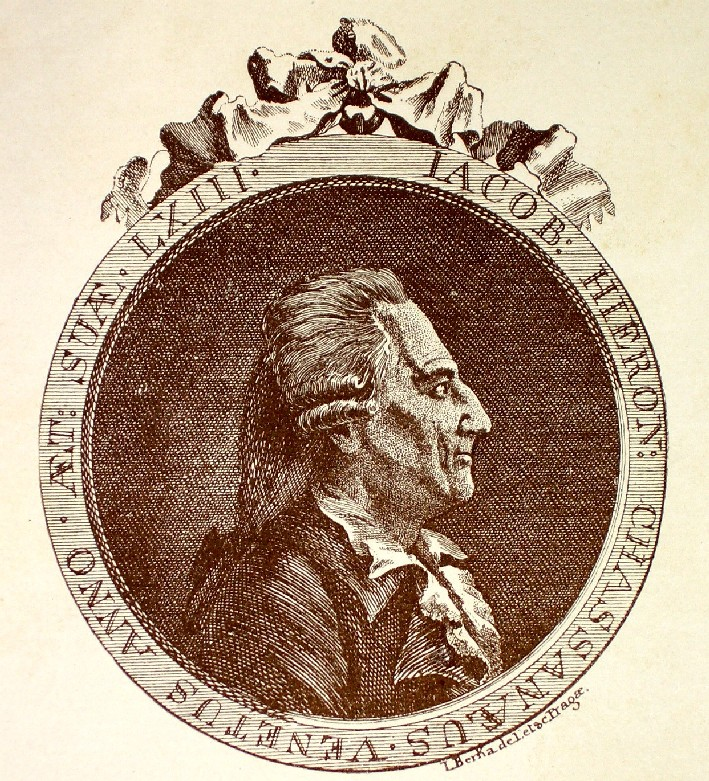
Giacomo Casanova w wieku 63 lat. Frontispis Ikosameronu

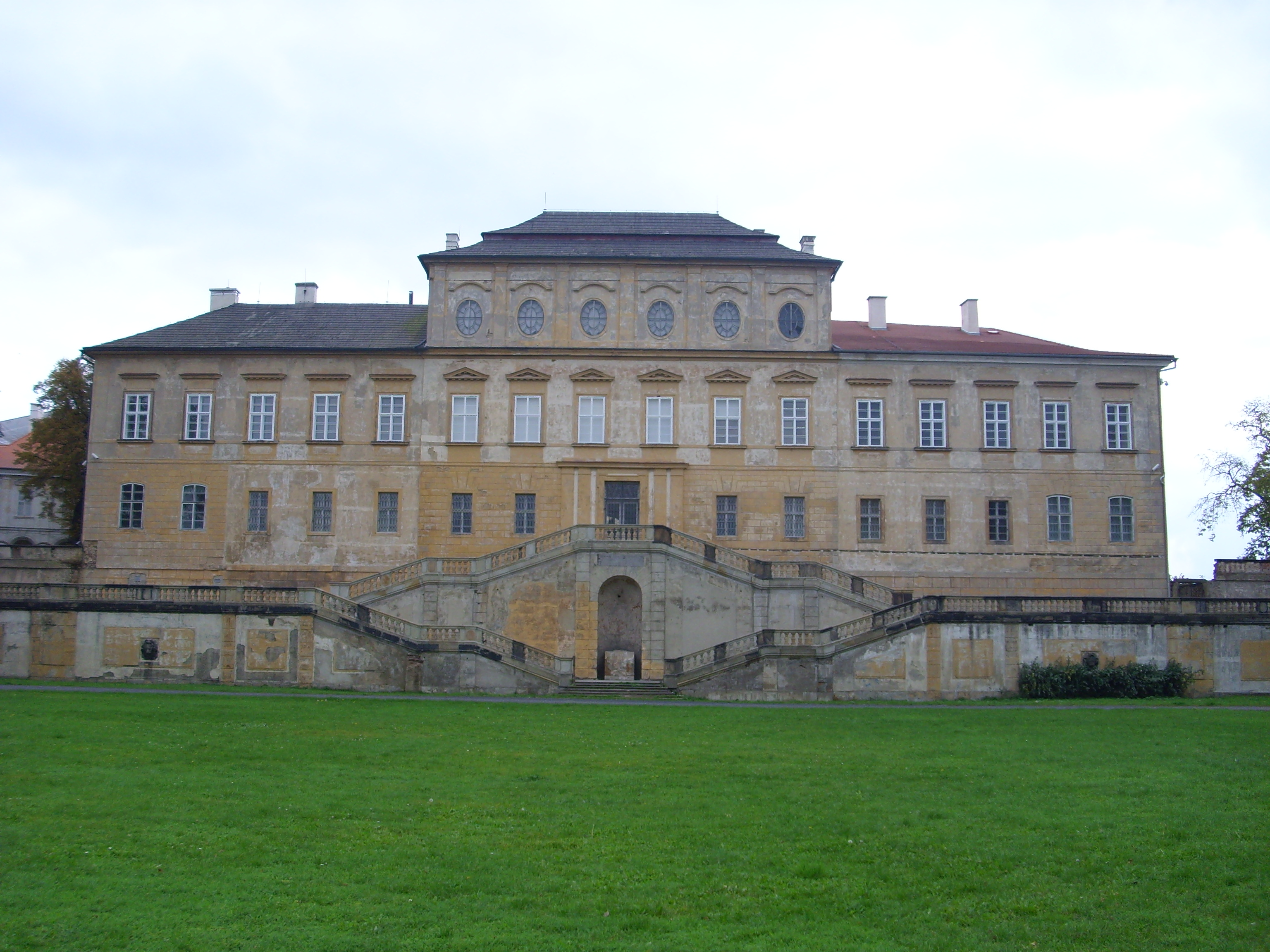
Zamek w Duchcovie, w którym zmarł Casanova

W listopadzie 1774 roku powrócił do ojczystego miasta. Planował się utrzymywać z pracy literackiej: przełożył na włoski Iliadę, wydawał miesięcznik Rozmaite broszury, w którym zamieścił między innymi fragmenty Dziejów niepokojów w Polsce i opis swojego pojedynku z Branickim, później tygodnik teatralny po francusku Posłaniec Talii i pomniejsze dzieła. Jednak żadne z tych przedsięwzięć nie przyniosło spodziewanych zysków, więc dla polepszenia swej sytuacji finansowej Casanova został, z miesięcznym wynagrodzeniem 15 dukatów (około 600 euro) i pseudonimem Antonio Pratolini, jednym z czterech działających w Wenecji tajnych współpracowników tej samej inkwizycji państwowej, która niegdyś wtrąciła go do więzienia.
W 1782 roku w pałacu Grimanich doszło do kłótni o pieniądze pomiędzy Casanovą a niejakim hrabią Carlettim. Po stronie Carlettiego stanął właściciel domu, Zuan Carlo Grimani, podając w wątpliwość honor Casanovy. Ten zemścił się, wydając satyrę Ani miłości, ani kobiety, w której pod mitologicznym przebraniem opisał siebie jako nieślubnego syna Michele Grimaniego (ojca Zuana Carlo), a samego Zuana Carlo Grimaniego jako syna innego szlachcica – Sebastiano Giustiniana. Z tego powodu rząd wenecki nakazał mu opuścić miasto, co uczynił 17 stycznia 1783 roku.
Przez kolejne dwa lata podróżował po Europie. W Paryżu na prelekcji o przyszłości transportu balonowego poznał Benjamina Franklina (również masona). Rozważał też udział w wyprawie na Madagaskar. W Wiedniu przez pewien czas pełnił funkcję sekretarza weneckiego ambasadora, Sebastiano Foscariniego.
Po śmierci Foscariniego w 1785 zatrudnił się jako bibliotekarz na zamku Dux (dzisiaj Duchcov) w północno-zachodnich Czechach w Monarchii Habsburgów, należącym do współmasona, hrabiego Karla von Waldsteina. Bezzębny, schorowany Casanova nie czuł się tam szczęśliwy. Służba drwiła z jego staromodnych manier, wyrwano nawet z książki jego portret i umieszczono w zamkowej wygódce. Jego epoka odchodziła do przeszłości: po rewolucji francuskiej przestał istnieć dwór królewski we Francji, a w 1797 roku Napoleon położył kres niepodległości Republiki Weneckiej. 
Za to z czasów pobytu w Dux pochodzi spora część twórczości literackiej Casanovy: Monolog myśliciela – pamflet wymierzony przeciwko Cagliostrowi; Moja ucieczka z Więzienia Ołowianego, włączona później do Historii mojego życia; Ikosameron – powieść fantastyczna, opis podróży do wnętrza Ziemi powstały na wiele lat przed Verne’em, w którym autor przewidział wynalezienie m.in. samochodu, wiecznego pióra i gazów bojowych; znajduje się tam także rozwiązanie problemu podwojenia sześcianu,  świadczące o rozległości zainteresowań autora. Wszystkie te dzieła, wraz z Historią mojego życia, napisał Casanova po francusku.
W 1787 roku podczas pobytu w Pradze poznał Mozarta (również masona) i korzystając ze swojego doświadczenia w podbojach miłosnych pomógł libreciście Mozarta, Lorenzo Da Pontemu, stworzyć tytułową postać opery Don Giovanni. Zgodnie z legendą był na premierze tej opery.
Casanova zmarł na zakażenie układu moczowego 4 czerwca 1798 roku. Jego ostatnie słowa brzmiały według księcia de Ligne „żyłem jako filozof, a umieram jako chrześcijanin”.

## Historia mojego życia
Najważniejszym dziełem Casanovy jest Historia mojego życia, spisywana w Dux od roku 1790. Motywy jej powstania wyjaśnia w przedmowie sam autor: „Ponieważ wiodłem życie, nie myśląc nigdy, że kiedyś zechcę je opisać, ma ono może ciekawy charakter, którego z pewnością by nie miało,
gdybym żył z zamiarem, że je w podeszłym wieku opiszę i, co więcej, opublikuję.
W wieku siedemdziesięciu dwóch lat, w roku 1797, kiedy mogę powiedzieć vixi, chociaż jeszcze żyję, trudno mi znaleźć dla siebie rozrywkę przyjemniejszą niż zajmowanie się własnymi przygodami i dostarczanie zacnego przedmiotu do śmiechu dobremu towarzystwu, które mię słucha, które zawsze mi okazywało dowody przyjaźni, i w którym zawsze się obracałem. [...] Kiedy sobie przypominam minione przyjemności, odświeżam je, znowu się nimi cieszę i śmieję się ze zmartwień, którem zniósł i których już nie odczuwam. Jako cząstka świata, mówię na wiatr i wyobrażam sobie, że zdaję rachunek ze swoich poczynań, tak jak zarządca zdaje go swemu panu przed odejściem”.
Arthur Symons w roku 1902 tak scharakteryzował tę książkę: „A jednak te Pamiętniki są być może najważniejszym dokumentem, który posiadamy o społeczeństwie XVIII wieku; są historią niepowtarzalnego życia, niepowtarzalnej osobowości, jedną z największych autobiografii; jako zapis przygód są bardziej zajmujące niż Idzi Blas, czy Monte Christo, czy którekolwiek z fikcyjnych podróży, ucieczek i maskarad w życiu, które napisano je naśladując. Opowiadają historię człowieka, który namiętnie kochał życie tylko ze względu na nie; dla którego kobieta była rzeczywiście najważniejszą rzeczą na świecie, ale któremu nic na świecie nie było obojętne”.
Casanova przekazał na łożu śmierci Historię mojego życia i trzy inne rękopisy zięciowi swojej siostry, Carlo Angioliniemu, którego syn, również noszący imię Carlo, sprzedał je w 1821 roku lipskiemu wydawcy Friedrichowi Arnoldowi Brockhausowi. W 1826 roku nakładem Brockhausa ukazało się 12 tomów Pamiętników w niemieckim przekładzie Wilhelma von Schütza. Von Schütz oparł się na tekście Historii mojego życia w redakcji Jeana Laforgue, który cenzurował sceny erotyczne i przeinaczał poglądy Casanovy, chrześcijanina i zwolennika ancien régime’u, w duchu antyklerykalnym i prorewolucyjnym. Pierwsze francuskie wydanie Pamiętników, będące przekładem niemieckiego przekładu von Schütza, opublikował bez zgody Brockhausa Victor Tournachon. W związku z tym sam Brockhaus wydał Pamiętniki w języku francuskim. Dopiero w roku 1960 wydawnictwa Brockhaus i Plon wspólnie opublikowały Historię mojego życia opartą bezpośrednio na rękopisie Casanovy.
Pamiętniki zostały w 1834 roku umieszczone na indeksie ksiąg zakazanych.
18 lutego 2010 Frédéric Mitterrand, minister kultury Francji, ogłosił, że Biblioteka Narodowa Francji zakupiła rękopis Historii mojego życia. Dzieło można czytać w Internecie.

## Legenda Casanovy

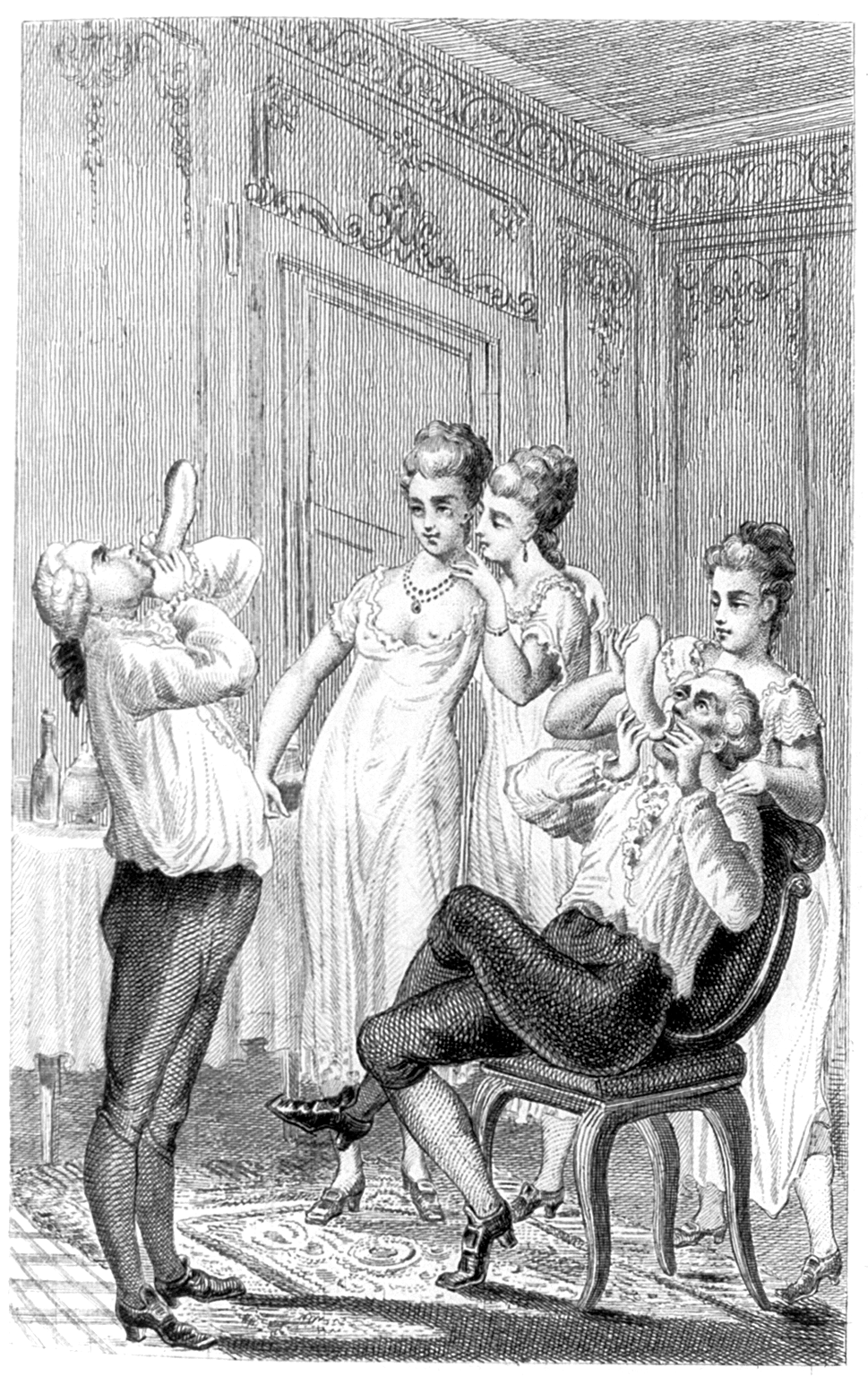
Casanova nadmuchiwał prezerwatywy w celu sprawdzenia ich szczelności

Wśród badaczy panują różnice zdań co do szczegółów biografii Casanovy: czy jego biologicznym ojcem był Gaetano Giuseppe Casanova, czy Michele Grimani; czy uciekł z więzienia przez dach, czy też raczej przekupił strażnika; czy wybrał się do Rosji w celach szpiegowskich itp. Powyższy życiorys przedstawia w takich spornych sytuacjach tylko jeden punkt widzenia.
Obecnie pamięta się Casanovę, wraz z Don Juanem, bardziej jako uosobienie uwodziciela niż jako postać historyczną. Skrupulatni badacze-casanoviści ustalili, że w swoich pamiętnikach wspomina on o intymnych stosunkach ze 122 kobietami. W odróżnieniu jednak od Don Juana – który zresztą jest tylko postacią legendarną – z wieloma z nich pozostawał w trwałych i wartościowych związkach, a wielu znalazł mężów.
Casanova był jednym z pionierów używania płóciennych prezerwatyw jako środka antykoncepcyjnego i chroniącego przed chorobami wenerycznymi.
Z paszportu Casanovy z 1757 roku wynika, że mierzył 186 cm (6 stóp 3 1/4 cala) wzrostu. Wiadomo także, że miał ciemną karnację skóry, czarne oczy i włosy (które jednak zwykle ukrywał pod peruką).
Casanova – i archetyp, który przyszło mu reprezentować – jest bohaterem wielu filmów. Pierwszy z nich to węgierski film Alfréda Deésyego z 1918 roku, w którym główną rolę grał sam reżyser (w tym filmie wystąpił też m.in. Béla Lugosi). W 1927 roku premierę miał francusko-niemiecki dramat historyczny Casanova w reżyserii Aleksandra Wołkowa. W 1976 roku Federico Fellini poświęcił mu film Il Casanova di Federico Fellini z Donaldem Sutherlandem w roli głównej, a w 1991 roku Edouard Niermans nakręcił Powrót Casanovy z Alainem Delonem.
W Polsce ukazały się biografie Casanovy pióra Hermana Kestena, Roberto Gervaso, Dereka Parkera i Alaina Buisine’a. Wiersze poświęcili mu Andrzej Bursa i Jacek Kaczmarski, a Jerzy Żurek napisał powieść, której akcja dzieje się podczas jego pobytu w Polsce. Historia mojego życia doczekała się tylko częściowych przekładów polskich. Ponadto fragmenty Pamiętników ukazywały się w czasopismach literackich w Polsce.

## Twórczość literacka Casanovy
- Zoroaster (Zoroastro, tragedia tradotta dal francese, da rappresentarsi nel Regio Elettoral Teatro di Dresda, dalla compagnia de’ comici italiani in attuale servizio di Sua Maesta nel carnevale dell’anno MDCCLII), Drezno 1752.
- Odparcie „Historii rządu weneckiego” Amelota de la Houssaie (Confutazione della Storia del governo veneto d’Amelot de la Houssaie), 3 tomy, Amsterdam 1769.
- Kozia wełna (Lana caprina. Epistola di un licantropo), Bolonia 1772.
- Dzieje niepokojów w Polsce (Istoria delle turbolenze della Polonia dalla morte di Elisabetta Petrowna fino alla pace fra la Russia e la Porta Ottomana in cui si trovano tutti gli avvenimenti cagioni della rivoluzione di quel regno), 3 tomy, Gorycja 1774.
- Przekład Iliady na włoski oktawą, 3 tomy, Wenecja 1775–1778.
- Analiza książki „Pochwały Woltera” (Scrutinio del libro „Eloges de M. de Voltaire par différents auteurs”), Wenecja 1779.
- Rozmaite broszury (Opuscoli miscellanei), 7 numerów, Wenecja 1780.
- Posłaniec Talii (Le messager de Thalie), 11 numerów, Wenecja 1780–1781.
- Anegdoty weneckie z wieku czternastego (Di anneddoti viniziani militari ed amorosi del secolo decimoquarto sotto i dogadi di Giovanni Gradenigo e di Giovanni Dolfin), Wenecja 1782.
- Ani miłość, ani kobiety, czyli stajnia oczyszczona (Né amori né donne, ovvero la stalla ripulita), Wenecja 1783.
- Prace na temat incydentu dyplomatycznego między Wenecją a Holandią: Lettre historico-critique sur un fait connu, dépendant d’une cause peu connue, 6 artykułów w Osservatore triestino, Exposition raisonée du différent qui subsiste entre les deux républiques de Venise et d’Holland, Lettre à Messieurs Jean et Etienne L., Supplément à l’exposition raisonée. 1784–1785.
- Monolog myśliciela (Soliloque d’un penseur), 1786.
- Moja ucieczka z Więzienia Ołowianego (Histoire de ma fuite des prisons de la République de Venise qu’on appelle Les Plombs), Lipsk 1788, polski przekład 1921.
- Ikosameron (Icosaméron, ou Histoire d’Edouard et d’Elisabeth qui passerent quatre-vingts un ans chez les Mégamicres habitans aborigenes du Protocosme dans l’intérieur de notre globe), Praga 1788.
- Trzy broszury na temat rozwiązania problemu podwojenia sześcianu: Solution du problème deliaque, Corollaire à la duplication de l’hexaèdre, Démonstration géométrique de la duplication du cube, Drezno 1790.
- Do Leonarda Snetlage (A Léonard Snetlage, docteur en droite de l’Université de Gœttingue, Jacques Casanova, docteur en droite de l’Université de Padou), Drezno 1797.
- Historia mojego życia (Histoire de ma vie), 12 tomów, Lipsk, 1826–1838 pod nazwą Pamiętniki, pełne wydanie Paryż, 1960–1962; polskie przekłady fragmentów 1921, 1961.